# جنگل ملی هوزیر
جنگل ملی هوزیر (به انگلیسی: Hoosier National Forest) یک جنگل ملی در آمریکا است.
مساحت این جنگل ۸۱۰ کیلومتر مربع است و در ایالت ایندیانا گسترده است.

## نگارخانه

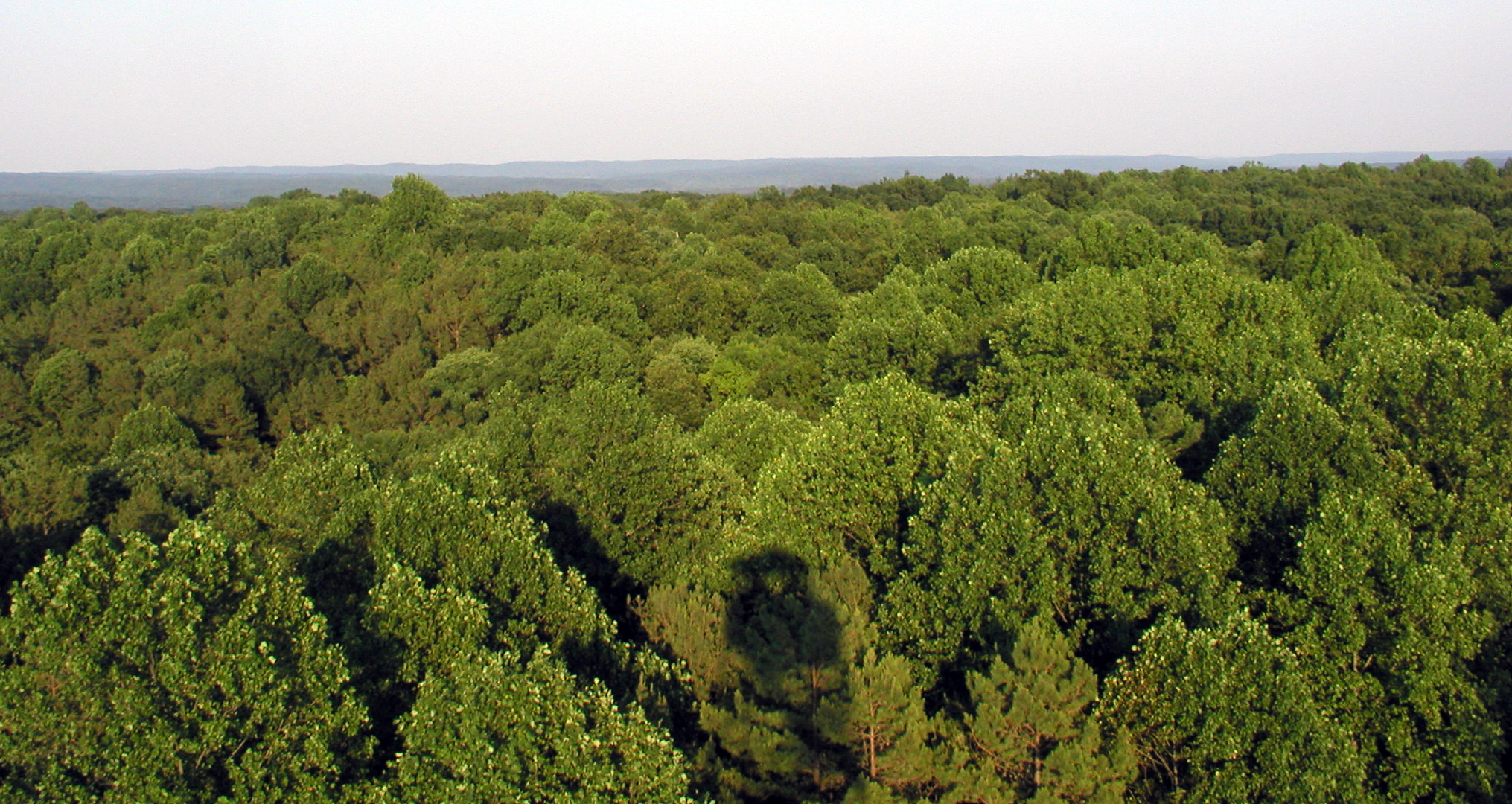